# Famille Giffard
Pour les articles homonymes, voir Giffard.
La famille Giffard est un puissant lignage seigneurial du duché de Normandie. Elle est issue de Osbern Giffard, seigneur de Bolbec.

## Histoire

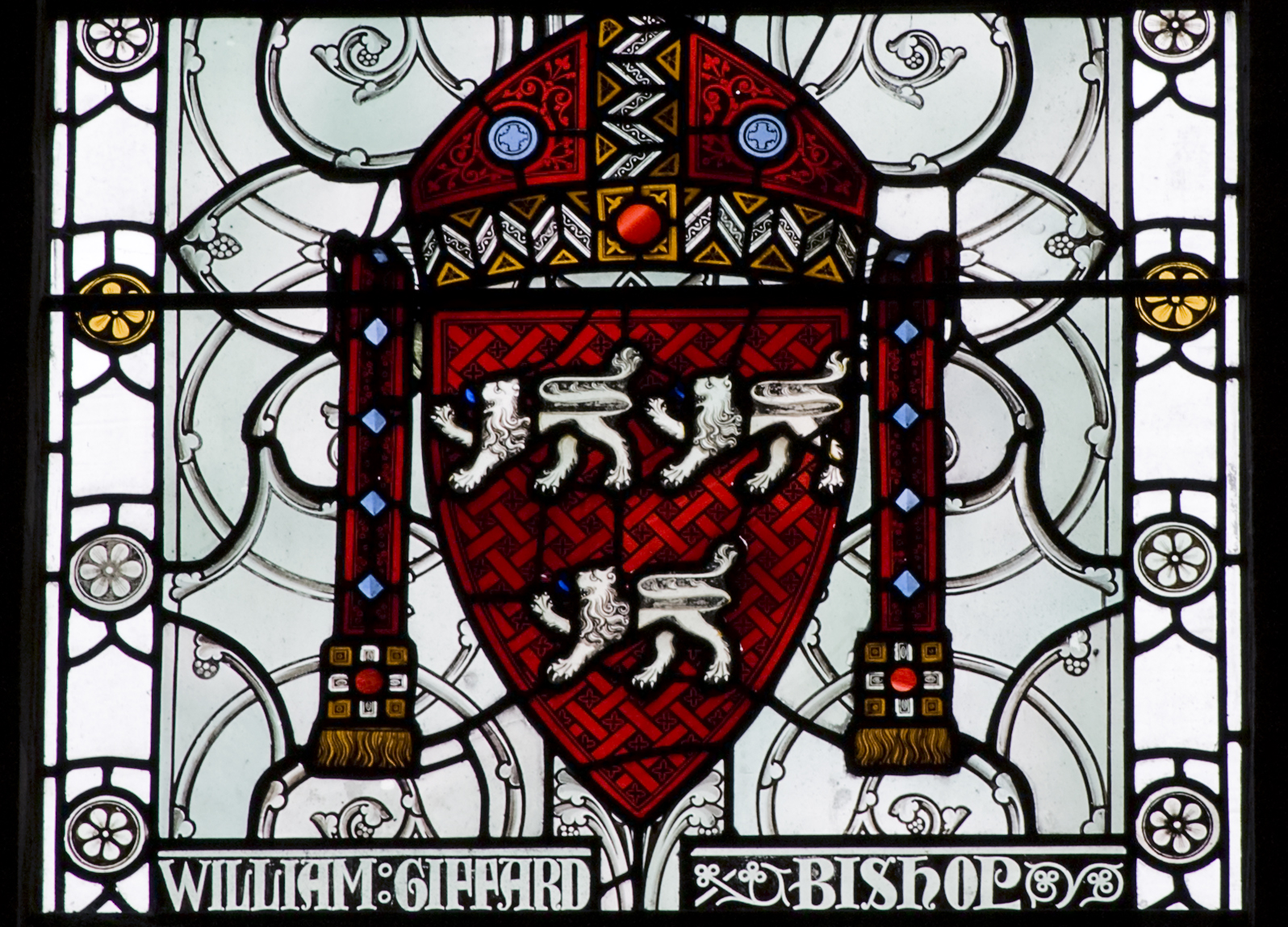

À la mort sans descendance (Sources insuffisantes) de Gauthier III Giffard, en 1164, ses possessions anglaises sont partagées par le roi Henri II d'Angleterre entre la branche ainée (les comtes d'Hertford) et celle cadette (les comtes de Pembroke) de la famille de Clare, descendants de Rohaise Giffard, épouse de Richard de Bienfaite.

## Membres remarquables
(juillet 2025).
Osbern Giffard épouse une des sœurs de Gunnora, femme de Richard Sans-Peur, duc de Normandie. Il est possible qu'il se marie une seconde fois avec une femme prénommée Agnès, mais celle-ci pourrait bien être la sœur de Gunnor.
Gautier Giffard Ier, son fils, est l'une des rares personnes dont la présence à la bataille de Hastings est certaine. Il fournit 30 navires pour l’expédition où il est commandant de l’armée normande. Selon Orderic Vital, il est fait comte de Buckingham avant 1071 mais cette affirmation est mise en doute par les historiens, et la date de 1097 est privilégiée. Il est conseiller du roi Guillaume le Conquérant. Sa fille Rohaise Giffard épouse Richard de Bienfaite, seigneur de Clare.
Son fils Gautier Giffard II (avant 1064-15 juillet 1102), comte de Buckingham, seigneur de Longueville, est le fondateur et le protecteur du prieuré de Longueville. En Angleterre, il dirige la commission de recensement qui devait mener au Domesday Book. En France, il est commandant de l’armée royale en Normandie et en Vexin.
Son fils, Gautier Giffard III (av. 1102-1164), 3e comte de Buckingham, seigneur de Longueville, est le fondateur de l’abbaye de Nutley dans le Buckinghamshire. Maréchal d'Angleterre, il commandait l’armée royale normande à la bataille de Brémule en Vexin. Il meurt sans descendance.
Son frère aîné, Guillaume Giffard († 1129), est chancelier d'Angleterre (1094-1101) puis évêque de Winchester (1100)

## Généalogie
- Osbern Giffard, seigneur de Bolbec, épouse Aveline, sœur de Gunnor de Normandie
  - Gautier (I) Giffard († vers 1084), seigneur de Bolbec, puis Longueville, compagnon du Conquérant
    - Gautier II Giffard († 1102), seigneur de Longueville, comte de Buckingham
      - Guillaume Giffard († 1129), chancelier d'Angleterre puis évêque de Winchester
      - Gautier III Giffard († 1164), seigneur de Longueville, comte de Buckingham

    - Rohaise, épouse Richard de Bienfaite, seigneur de Bienfaite et d'Orbec, lord de Clare et de Tonbridge